# Nuoto ai campionati europei di nuoto 2014 - 800 metri stile libero femminili
La gara degli 800 metri stile libero femminili degli Europei 2014 si è svolta il 20 e 21 agosto 2014 con la partecipazione di 23 atlete. Le batterie si sono svolte il 20 e la finale si è svolta nel pomeriggio del giorno successivo.

## Mediagliere
| Pos.    | Atleta          | Nazione     |
| ------- | --------------- | ----------- |
| Oro     | Jazmin Carlin   | Regno Unito |
| Argento | Mireia Belmonte | Spagna      |
| Bronzo  | Boglárka Kapás  | Ungheria    |

## Record
Prima della manifestazione il record del mondo (RM), il record europeo (EU) e il record dei campionati (RC) erano i seguenti.
| Record mondiale       | 8'11"00 | Katie Ledecky     | 22 giugno 2014 Shenandoah |
| Record europeo        | 8'14"10 | Rebecca Adlington | 16 agosto 2008 Pechino    |
| Record dei campionati | 8'19"29 | Laure Manaudou    | 2 agosto 2006 Budapest    |

Durante la competizione sono stati migliorati i seguenti record:
| Data      | Evento | Atleta        | Nazione     | Tempo   | Record                |
| --------- | ------ | ------------- | ----------- | ------- | --------------------- |
| 21 agosto | Finale | Jazmin Carlin | Regno Unito | 8'15"54 | Record dei campionati |

## Risultati

### Batterie
| Pos. | Atleta                   | Nazionalità   | Tempo   | Batteria | Corsia | Note |
| ---- | ------------------------ | ------------- | ------- | -------- | ------ | ---- |
| 1    | Jazmin Carlin            | Regno Unito   | 8'22"70 | 2        | 4      | Q    |
| 2    | Mireia Belmonte García   | Spagna        | 8'25"22 | 2        | 5      | Q    |
| 3    | Boglárka Kapás           | Ungheria      | 8'28"87 | 3        | 5      | Q    |
| 4    | Sharon van Rouwendaal    | Paesi Bassi   | 8'31"02 | 2        | 3      | Q    |
| 5    | Sarah Koehler            | Germania      | 8'31"03 | 2        | 6      | Q    |
| 6    | Lotte Friis              | Danimarca     | 8'31"04 | 3        | 4      | Q    |
| 7    | Tjaša Oder               | Slovenia      | 8'31"14 | 2        | 7      | Q    |
| 8    | Martina Rita Caramignoli | Italia        | 8'32"58 | 3        | 7      | Q    |
| 9    | Aurora Ponselé           | Italia        | 8'33"07 | 3        | 3      |      |
| 10   | Diletta Carli            | Italia        | 8'34"96 | 3        | 1      |      |
| 11   | Spela Perse              | Slovenia      | 8'37"73 | 3        | 0      |      |
| 12   | Gaja Natlacen            | Slovenia      | 8'37"95 | 3        | 8      |      |
| 13   | Julia Hassler            | Liechtenstein | 8'38"33 | 2        | 1      |      |
| 14   | Maria Vidal Vilas        | Spagna        | 8'41"43 | 3        | 2      |      |
| 15   | Antonia Leonie Beck      | Germania      | 8'43"54 | 2        | 2      |      |
| 16   | Julie Aglund Lauridsen   | Danimarca     | 8'45"78 | 2        | 8      |      |
| 17   | Beatriz Gomez Cortes     | Spagna        | 8'46"11 | 3        | 6      |      |
| 18   | Martina Elhenicka        | Rep. Ceca     | 8'58"10 | 2        | 9      |      |
| 19   | Barbora Pickova          | Rep. Ceca     | 9'05"85 | 1        | 5      |      |
| 20   | Maj Howardsen            | Danimarca     | 9'07"73 | 2        | 0      |      |
| 21   | Andrea Basaraba          | Serbia        | 9'10"14 | 3        | 9      |      |
| 22   | Alena Benesova           | Rep. Ceca     | 9'10"77 | 1        | 3      |      |
| 23   | Anna-Marie Benesova      | Rep. Ceca     | 9'32"03 | 1        | 4      |      |

### Finale
| Pos. | Corsia | Atleta                   | Nazionalità | Tempo   | Note                  |
| ---- | ------ | ------------------------ | ----------- | ------- | --------------------- |
|      | 4      | Jazmin Carlin            | Regno Unito | 8'15"54 | Record dei campionati |
|      | 5      | Mireia Belmonte          | Spagna      | 8'21"22 |                       |
|      | 3      | Boglárka Kapás           | Ungheria    | 8'22"06 |                       |
| 4    | 7      | Lotte Friis              | Danimarca   | 8'27"21 |                       |
| 5    | 6      | Sharon van Rouwendaal    | Paesi Bassi | 8'28"28 |                       |
| 6    | 8      | Martina Rita Caramignoli | Italia      | 8'30"47 |                       |
| 7    | 2      | Sarah Köhler             | Germania    | 8'30"94 |                       |
| 8    | 1      | Tjaša Oder               | Slovenia    | 8'31"09 |                       |